# Aenictus powersi
Aenictus powersi é uma espécie de formiga do gênero Aenictus.